# Calvin Johnson
Calvin Johnson   (Olympia, 1 de novembre de 1962) és un músic estatunidenc. És considerat un dels músics més destacats de l'indie americà. Va fundar el segell K Records el 1982, va organitzar durant anys l'International Pop Underground Convention i va fundar bandes tan imprescindibles com The Go Team, Beat Happening (de qui era fan Kurt Cobain), The Halo Benders i Dub Narcotic Sound System.